# Alambor

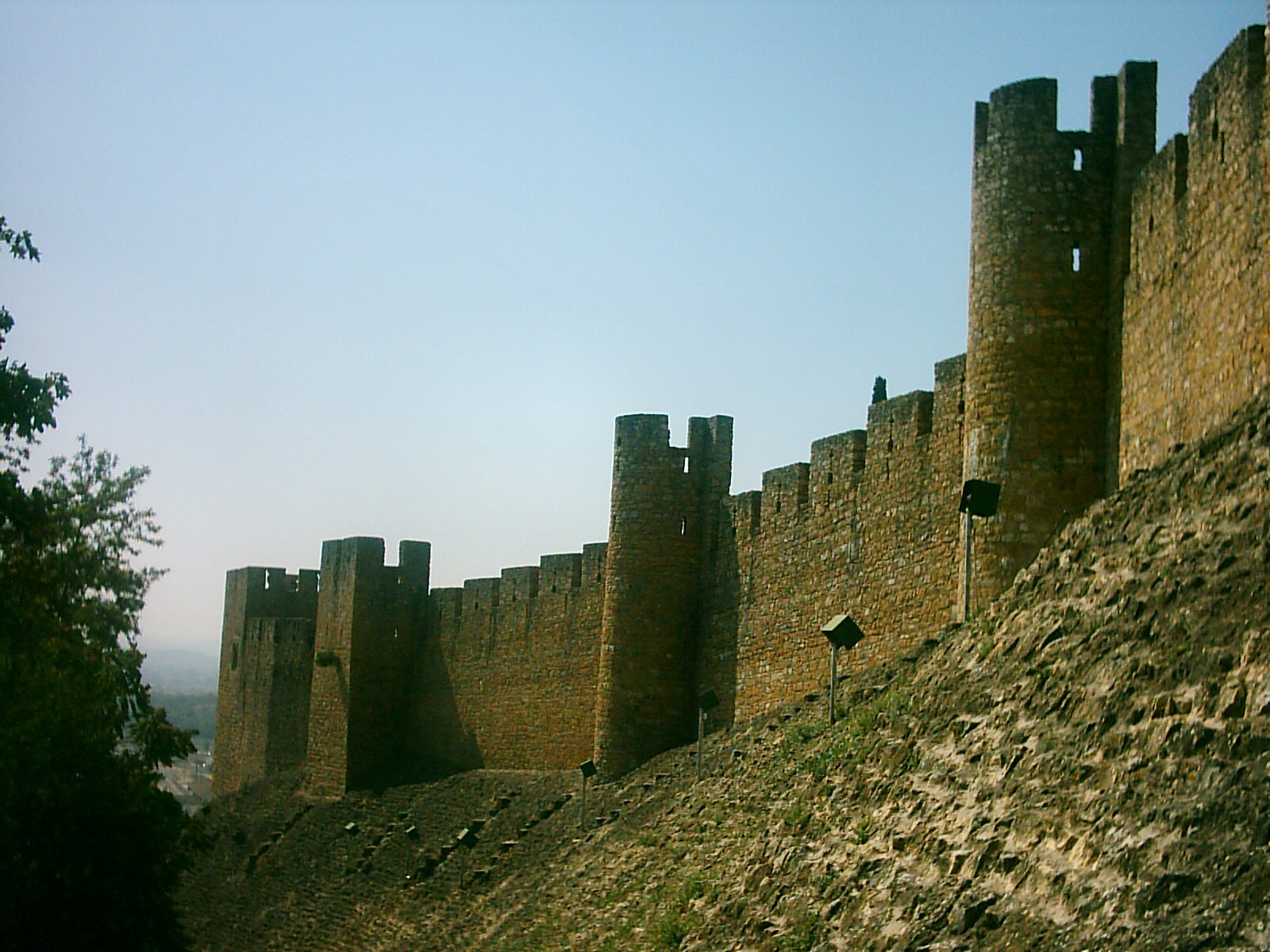
Talude do Castelo de Tomar.

O alambor ou talude é um tipo de estrutura defensiva que consiste no espessamento da base de uma muralha.
Elemento de arquitetura militar foi introduzido pelos Templários, visando dificultar o assalto às muralhas de uma fortificação pelos atacantes.
O material utilizado para a sua confecção geralmente era a pedra. Os sitiantes viam assim dificultadas as tarefas de aproximação de elementos de ataque típicos da época, como torres de assalto e catapultas, e mesmo dos trabalhos de sapa das muralhas. Por outro lado, a linha de tiro (com armas de projeção) a partir do topo da muralha era facilitada, porque os defensores não necessitavam de se debruçar (expôr) em demasia para atingir elementos apeados que se aproximassem do pano da muralha.
Em Portugal o seu melhor exemplo é no Castelo de Tomar.